# 豐澤電器

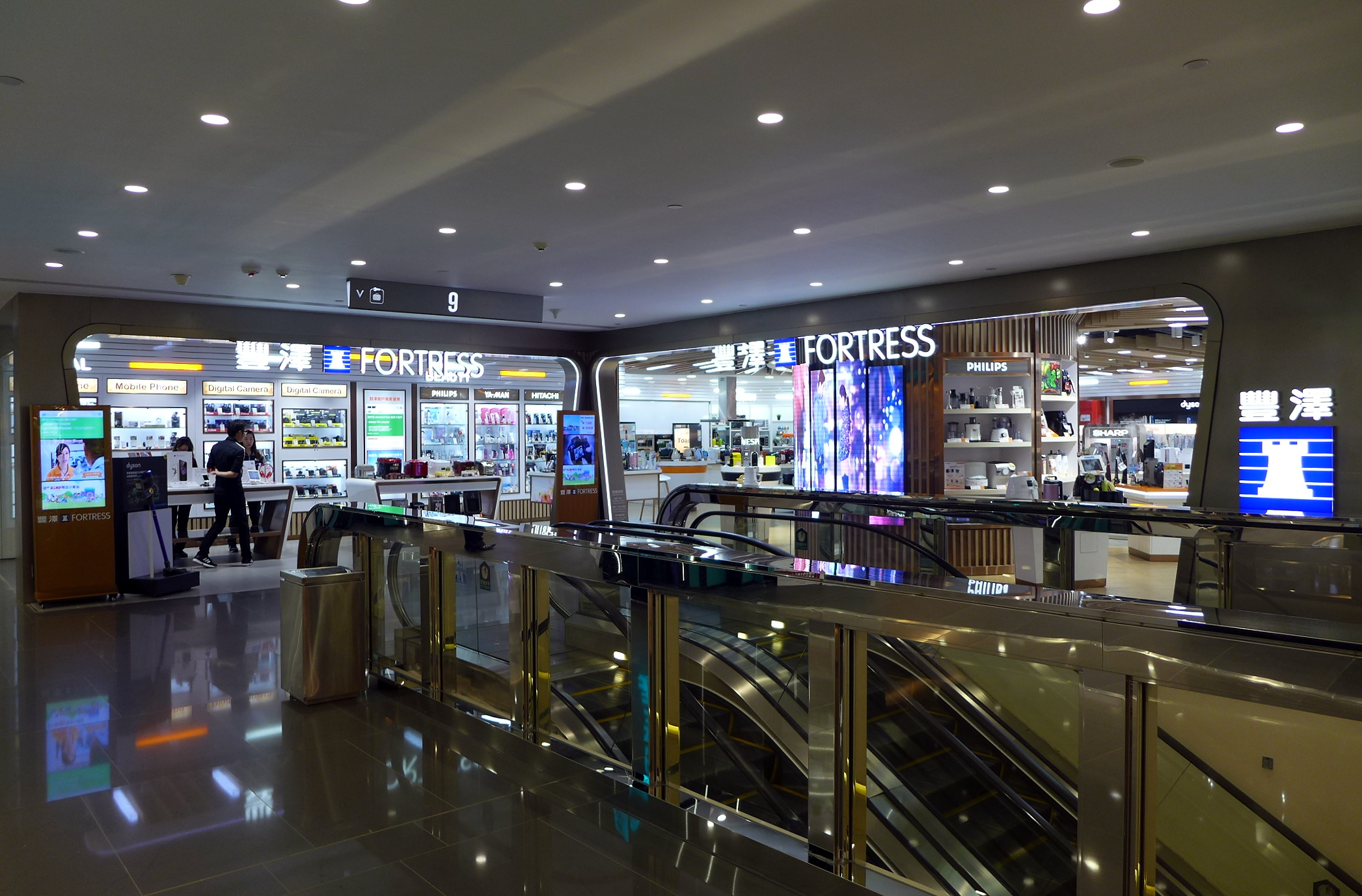
銅鑼灣時代廣場概念店

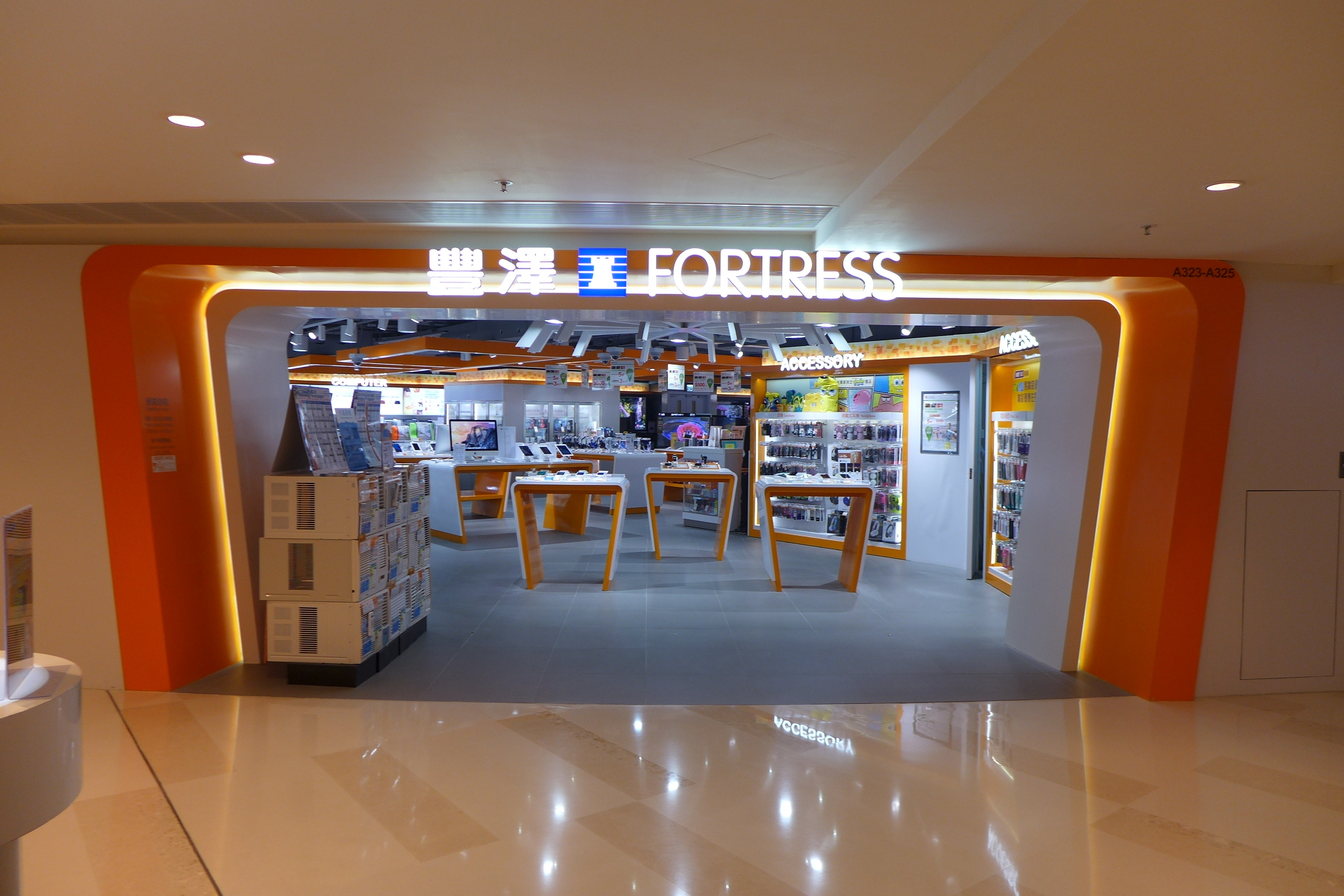
元朗YOHO MALL 形點分店

豐澤是屈臣氏集團旗下的香港電器零售連鎖店，創立於1975年。現時擁有79間門市，當中香港門市佔74間，而另外5間則位於澳門。聘用職員超過1,100人，是全香港最具規模的電器連鎖店之一。近年豐澤亦積極結合科技、大數據及人工智能的生態系統，拓展其O+O（線下及線上）業務，其網上商店於2017年初上線,爲顧客提供最完善的購物體驗。除了一般的電器零售服務外，豐澤亦有定期安排不同售後工作坊予顧客，務求令顧客可以掌握不同產品的應用及功能。

## 歷史

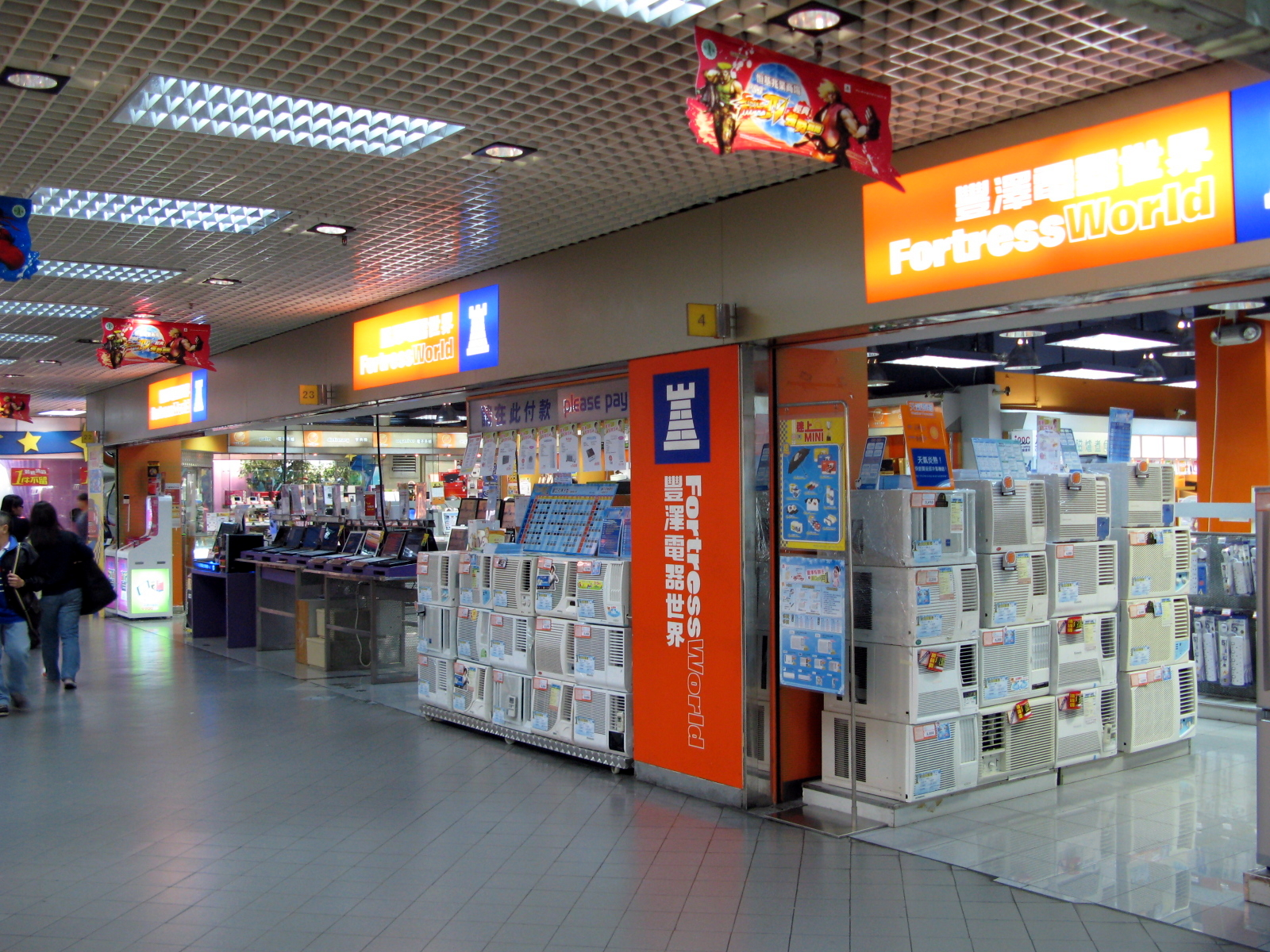
早年較大面積的分店稱為「豐澤電器世界」，圖為屯門時代廣場分店

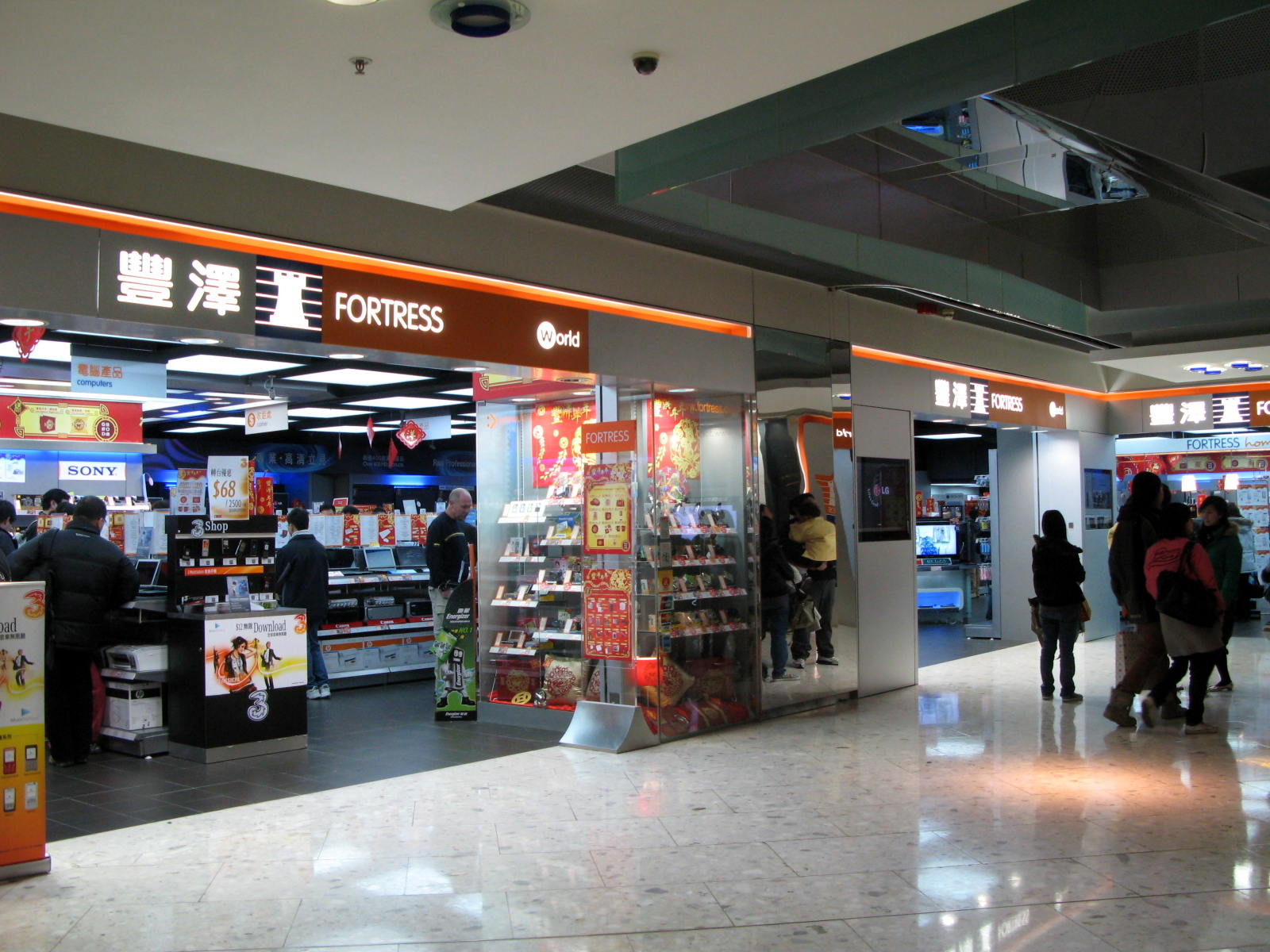
東薈城分店（2004年裝修風格）

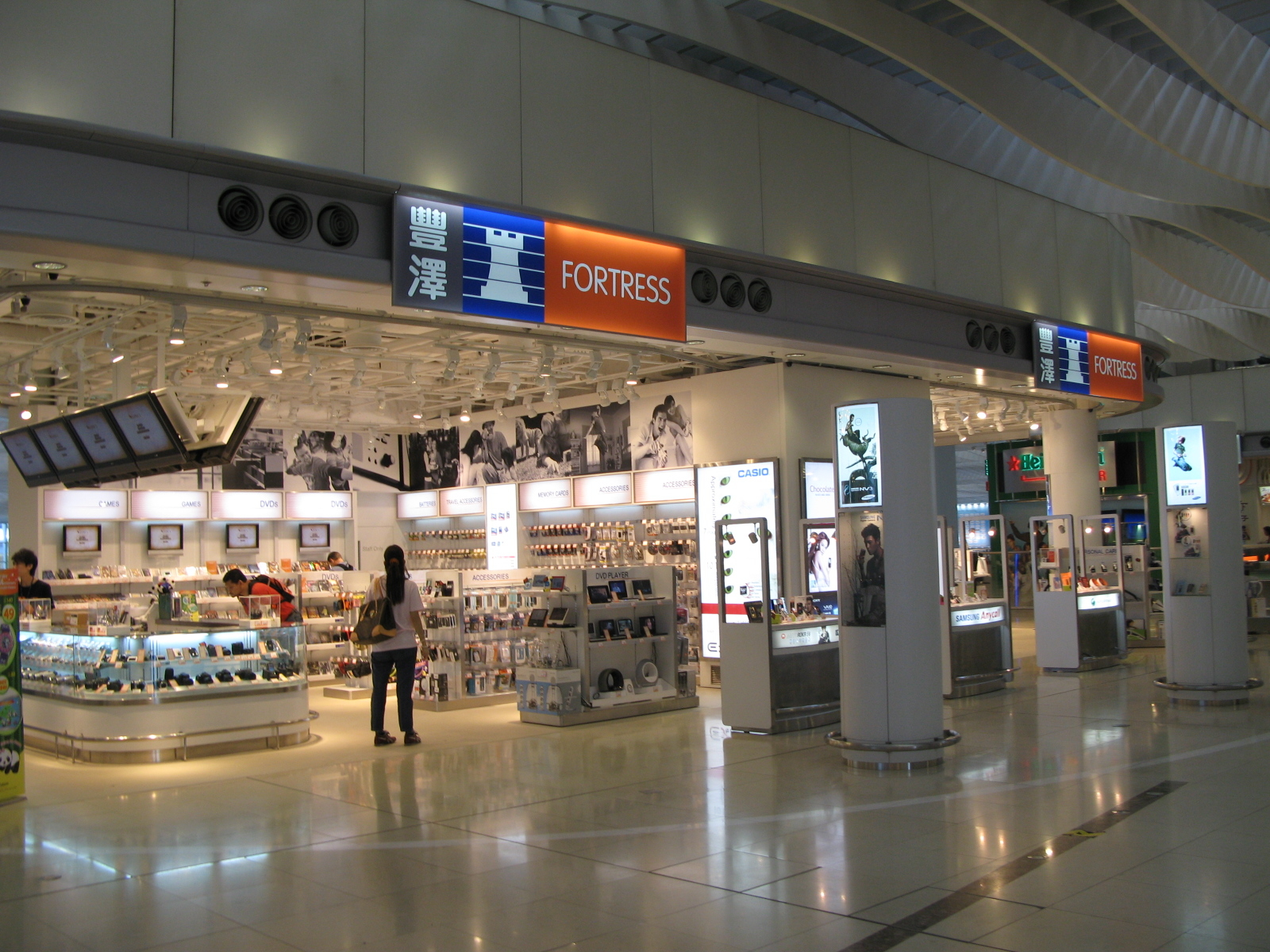
豐澤電器在翔天廊的分店（2007年）

豐澤電器是由香港電燈公司於1975年創立於香港島北角炮台山（Fortress Hill — 即豐澤的英文名稱 "Fortress" 的由來），原本香港電燈用作推廣電力使用的電力繳費中心，並銷售基本電器用品。1986年被香港富豪李嘉誠旗下和記黃埔（香港電燈公司同樣於1983年被和記黃埔收購，及後港燈集團改名電能實業，2015年改組後現時長江和記實業有限公司）收購，1990年成為和記黃埔屬下的零售業務，屈臣氏集團之成員。
1998年6月3日，豐澤電器首次在台灣開設分店，但受到台灣政經情勢低迷與3C市場買氣薄弱的情況下，於2006年6月19日結束在台灣的經營。

## 重要里程
2017年，推出全新豐澤eShop，新增多項功能，帶給顧客更佳網上購物體驗及一站式便捷購物新體驗。
2016年，豐澤開設副線新品牌TechLife by fortress，主打新科技產品和生活潮物為主。
2015年9月，豐澤於銅鑼灣時代廣場8樓及9樓開設旗艦店，以全新形象開幕，設有多個特色體驗區域及有至新至齊的產品陳列。
2014年，豐澤eShop 誕生
2003年，香港旗下的所有門市一度重新劃分為「豐澤世界」、「豐澤視聽無限」及「豐澤數碼」，到2010年代回復為「豐澤」。
- 豐澤世界：一站式銷售概念，分門別類提供個人電子產品及家庭電器。
- 豐澤數碼：專門出售各類最熱門的數碼產品，包括手提電話、數碼攝影機、數碼攝錄機、個人電子手帳、MP3播放機、手提電腦和其他小型數碼產品
- 豐澤視聽無限：為全香港首創的影音產品專門店，搜羅最齊的優質電漿/液晶電視和家庭影音組合。豐澤視聽無限並為精明的顧客提供最專業的服務和便利的購物方案，奠定家庭影音產品零售服務的新標準

1996年，在黃埔花園開設了首間「豐澤世界」，成為全港第一間擁有一站式電子購物服務的零售商。
1995年，豐澤首次引入個人電腦產品，推動香港電腦普及化。
1985年，透過22個銷售點，成為全港最大電子產品及家庭電器的零售商，為市民提供優質生活。

## 分店

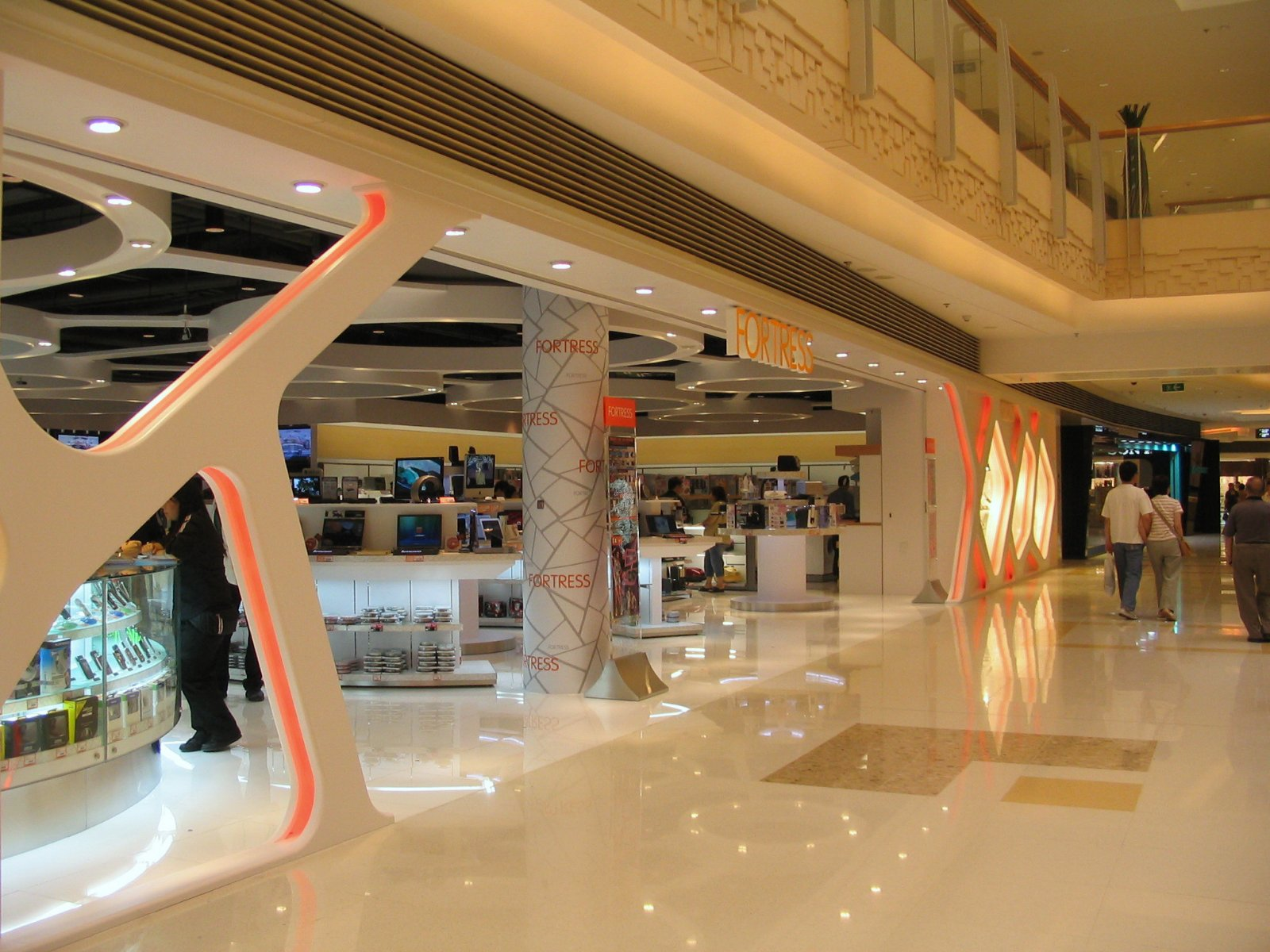
西九龍圓方分店（2007年-2018年）

| - 中環長江中心 - 中環萬邦行 - 中環信德中心 - 中環余祟本大廈 - 西環華明中心 - 灣仔鴻江大廈 - 銅鑼灣怡和街 - 銅鑼灣時代廣場 - 炮台山怡安中心 - 北角健威坊 - 鰂魚涌太古城中心 - 柴灣新翠商場 - 香港仔香港仔中心 - 鴨脷洲海怡廣場 | - 旺角好望角大廈 - 旺角MOKO 新世紀廣場 - 旺角中僑商業大廈 - 旺角惠豐中心 - 旺角銀行中心 - 大角咀奧海城 - 尖沙咀海洋中心 - 尖沙咀希爾頓大廈 - 尖沙咀K11 MUSEA(TechLife by fortress) - 尖沙咀栢麗購物大道 - 美孚萬事達廣場 - 西九龍圓方 - 油塘大本型 - 觀塘APM - 九龍灣德福廣場 - 九龍灣淘大商場 - 九龍塘又一城 - 九龍城九龍城廣場 - 深水埗西九龍中心 - 深水埗黃金電腦商場 - 深水埗V Walk - 黃大仙黃大仙中心北館 - 鑽石山荷里活廣場 - 慈雲山慈雲山中心 - 樂富樂富廣場 - 土瓜灣定安大廈 - 土瓜灣欣榮花園 - 紅磡黃埔花園家居庭 - 啟德AIRSIDE | - 將軍澳將軍澳中心 - 將軍澳PopCorn 2 - 將軍澳新都城二期 - 將軍澳東港城 - 將軍澳THE LOHAS 康城 - 青衣青衣城 - 荃灣周氏商業中心 - 荃灣荃灣廣場 - 荃灣荃新天地 - 葵芳新都會廣場 - 沙田新城市廣場 - 沙田置富第一城·樂薈 - 馬鞍山馬鞍山廣場 - 大埔太和廣場 - 大埔大埔超級城 - 大埔新達廣場 - 粉嶺粉嶺名都商場 - 上水上水廣場 - 上水新都廣場 - 元朗光華廣場 - 元朗元朗廣場 - 元朗型點II - 天水圍+WOO 嘉湖 - 屯門V City - 屯門屯門市廣場 - 屯門屯門時代廣場 - 東涌東薈城 - 赤鱲角香港國際機場 | - 澳門星皓廣場 - 澳門公局新市東街 - 澳門信德堡 - 澳門水坑尾街 - 澳門氹仔花城 - 澳門威尼斯人度假村酒店大運河購物中心 |

## 曾獲獎項
2020
- 香港零售管理協會「2020十大優質網店」金獎
- 香港零售管理協會 「最佳交易履行獎」
- 「亞洲電子零售商貿卓越大獎」(企業) - 銀獎、最佳移動體驗及最佳消費電子前5名（企業）
- 僱員再培訓局「人才企業嘉許計劃」頒發感謝狀（2018-2020）

2019
- 僱員再培訓局「人才企業」（2019-2021）
- 環境局「戶外燈光約章」鉑金獎
- 香港零售管理協會「2019十大優質網店」銀獎

2018
- 香港特別行政區教育局QF星級僱主嘉許狀
- 環境局「戶外燈光約章」鉑金獎
- 「2017/18年度家庭友善僱主獎勵計劃」-「優秀家庭友善僱主」、「特別嘉許（金獎）」、「支持母乳餵哺獎」
- 香港零售管理協會「2018十大優質網店」金獎

2017
- 香港零售管理協會「優質網店認證計劃」2017年度「優質網店」認證標誌
- 香港零售管理協會「2017十大優質網店」銅獎
- 環境局「戶外燈光約章」鉑金獎

2016
- 2015/16年度家庭友善僱主獎勵計劃 家庭友善僱主、特別嘉許（金獎）及支持母乳餵哺獎
- 香港零售管理協會 傑出服務獎 - 影音產品 / 電子及電器店組別之主管級別及前線級別優勝者

2015
- 香港工業專業評審局「學習型企業獎」2015 – 2017
- 香港零售管理協會 傑出服務獎 - 電子及電器店組別之主管級別及前線級別

2014
- 零售業資歷架構「學習體驗獎勵計劃」（2014/15 年度）得獎
- 僱員再培訓局 人才企業嘉許計劃2013 – 2014 獲得嘉許
- 香港零售管理協會 傑出服務獎優越表現獎電訊﹑電子及電器店組別之基層級別獎項

2013
- 「2013香港名牌金獎品牌」
- 新城電台「香港企業領袖品牌 - 卓越影音連鎖店品牌」

2012
豐澤榮獲「香港零售卓越大獎2012（電器零售商） 」獎項。
豐澤榮獲香港零售管理協會－傑出服務獎電子及電器店組別之主管級別及基層級別獎項。
2011
- 僱員再培訓局「人才企業嘉許計劃」獲得嘉許
- 家庭議會 頒發「家庭友善僱主」標誌
- 神秘顧客服務協會「微笑企業2011」獎項

## 曾經為代言人
- 謝安琪
- 李治廷
- 黃宗澤
- C AllStar
- ERROR

## 事件

### 13名店員涉iPad2貪污案
2011年，《蘋果日報》報導有水貨集團付錢收買連鎖店店員，向店員「收風」得知iPad 2來貨日期，然後安排水貨客帶隊掃光iPad 2，再散貨到先達廣場出售，廉政公署採取大規模行動，先後帶走數十人協助調查。其中廉署人員一早到涉事的豐澤九龍灣德福廣場分店帶走一名男子。下午廉署人員又手持法庭搜查令，掩至旺角先達廣場搜查多家懷疑接貨的手機店，其間估計撿走近500部iPad 2。

### 被指二手產品充冒一手產品出售
香港高登討論區會員「叫天不應」(會員編號：573369）於討論區發表了文章，標題《【內有爆料】豐澤極醜惡　二手Iphone X當一手賣仲要壞埋》，指他2018年9月13日於圓方商場中的豐澤購買了一部64GB的銀色iPhone X，付款後當場驗貨時，電話已是不能開啟的狀態，無論用職員原裝電線嘗試都未能開啟。豐澤表示他們不能為事主換機，因為10日退貨條款不包括蘋果產品，要求事主自行到Apple Store處理。而兩日後（即係9月15日），事主到Apple Store查詢時，職員檢查電話details時，發現表示該部iPhone X早在100多天前已經激活，有purchases details，根據Apple Store職員講法，正常全新iPhone X不應該有purchase details，只會於第一刻開啟時第一次做setting才會有這些資料。
事主稱Genius Bar經理指電話不是於Apple Store售賣，要求樓主自行到豐澤查詢為何全新電話會被激活。由於已激活電話未過保養期，所以只能換Genius Bar翻修機，而事主亦已更換了翻修機。事主質疑豐澤將二手機當作一手機售賣，於是在9月26日到討論區發表文章。同日早上豐澤曾聯絡事主表示可以「最多換返部機」，但事主稱對方態度「好似係恩賜咁」，同日下午，事主email蘋果日報、海關、東方、消委會作投訴，但沒有收到回覆。
9月27日約下午5時，事主再次開新post，表示於Instagram（帳戶名稱：pkpkfortress）及高登討論區同步直播「踩上」豐澤，事情之後不了了之。

### 網站故障錯誤標價 豐澤取消交易被網民批評
2018年12月6日凌晨約2時，豐澤網上商店出現故障，大量產品標價錯誤僅以低價298港元出售，當中包括MacBook、任天堂Switch遊戲主機、iPhone 8和無反相機等等，吸引大批網民搶購，到凌晨4時網站暫停服務，在早上6時30分才回復正常。豐澤回覆指「凡於故障時在網店所落訂單並未被接受，已通知銀行不會過帳」，會在一星期內向每名受影響顧客發出300元電子禮券，供網上購物用。部分網民批評豐澤「不負責任」，認為已完成交易，豐澤應該履行送貨的責任。有買家更有意循小額錢債審裁處追討損失。消費者委員會表示，顧客在網上購物時以網上商店標價購貨經付款後，商戶應按時送貨，如商戶決定不作交易，消費者有權追討，但成功與否受網店條款影響。另一邊廂，大律師陸偉雄認為如有顧客因此興訟，要求商戶強制執行交易，勝訴關鍵在於豐澤是否已收到交易款項、是否有人為疏忽及不可控制的外在因素如黑客入侵，導致標價出錯。

### 2019年10月5日全日暫停營業
2019年10月5日屬長和系旗下的百佳超級市場、屈臣氏、豐澤，早上分別於facebook專頁宣佈，店舖休息一天。

## 外部連結
- 豐澤電器（页面存档备份，存于）